# Atlapetes melanolaemus
Atlapetes melanolaemus là một loài chim trong họ Emberizidae.